# 舒瓦西公园

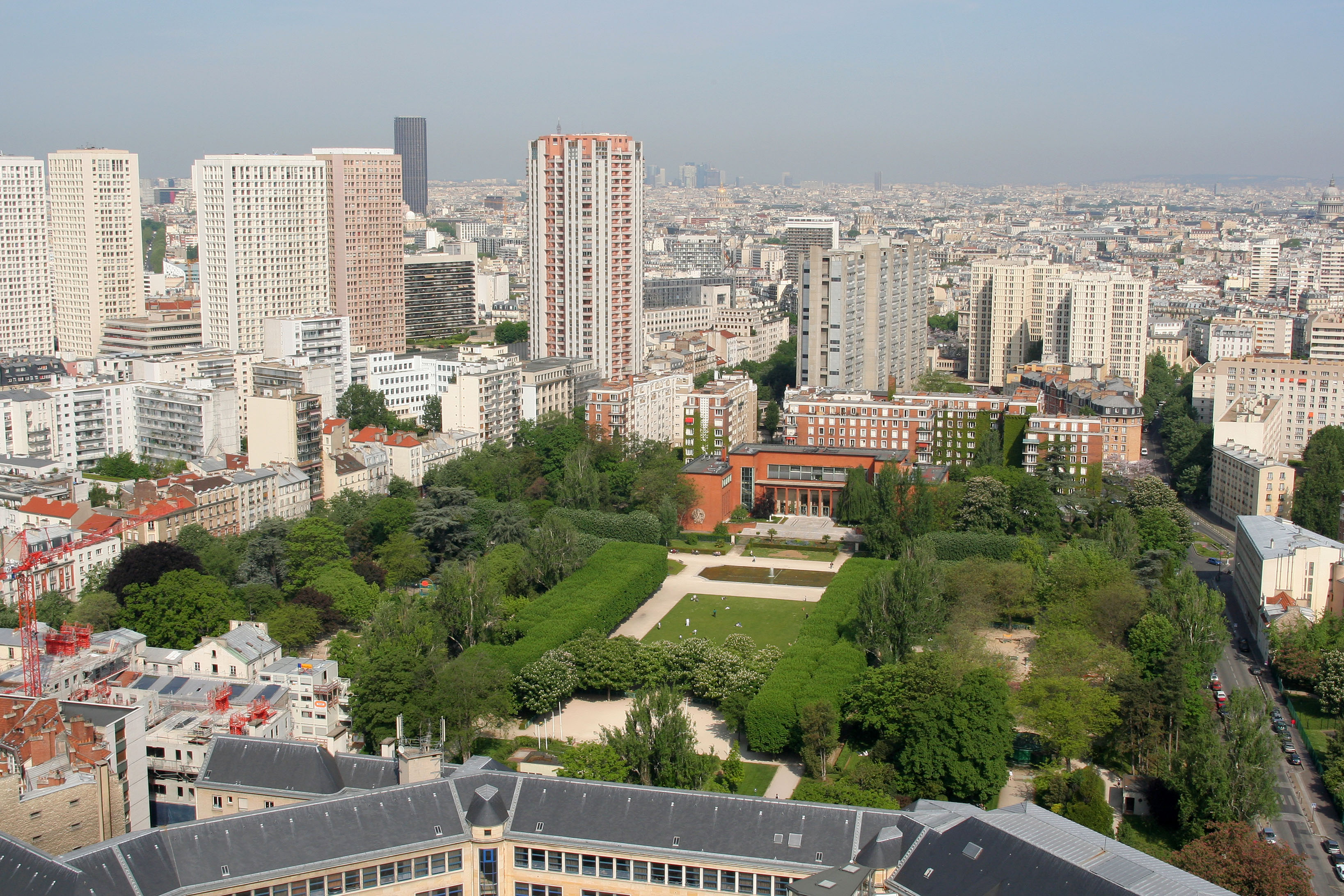
舒瓦西公园

舒瓦西公园（Parc de Choisy）是巴黎十三区的一个公园，靠近巴黎唐人街，介于舒瓦西大街、rue George-Eastman, rue Charles-Moureu, 以及 rue du Docteur-Magnan之间。公园开辟于1937年。最近的地铁站是托比亚克站。
舒瓦西公园的所在地原来是个煤气厂。设计师是Édouard Crevel (1880-1969), 在1935年成为巴黎市的首席建筑师。二战以后，他负责重建战争中被毁的建筑。

## 历史

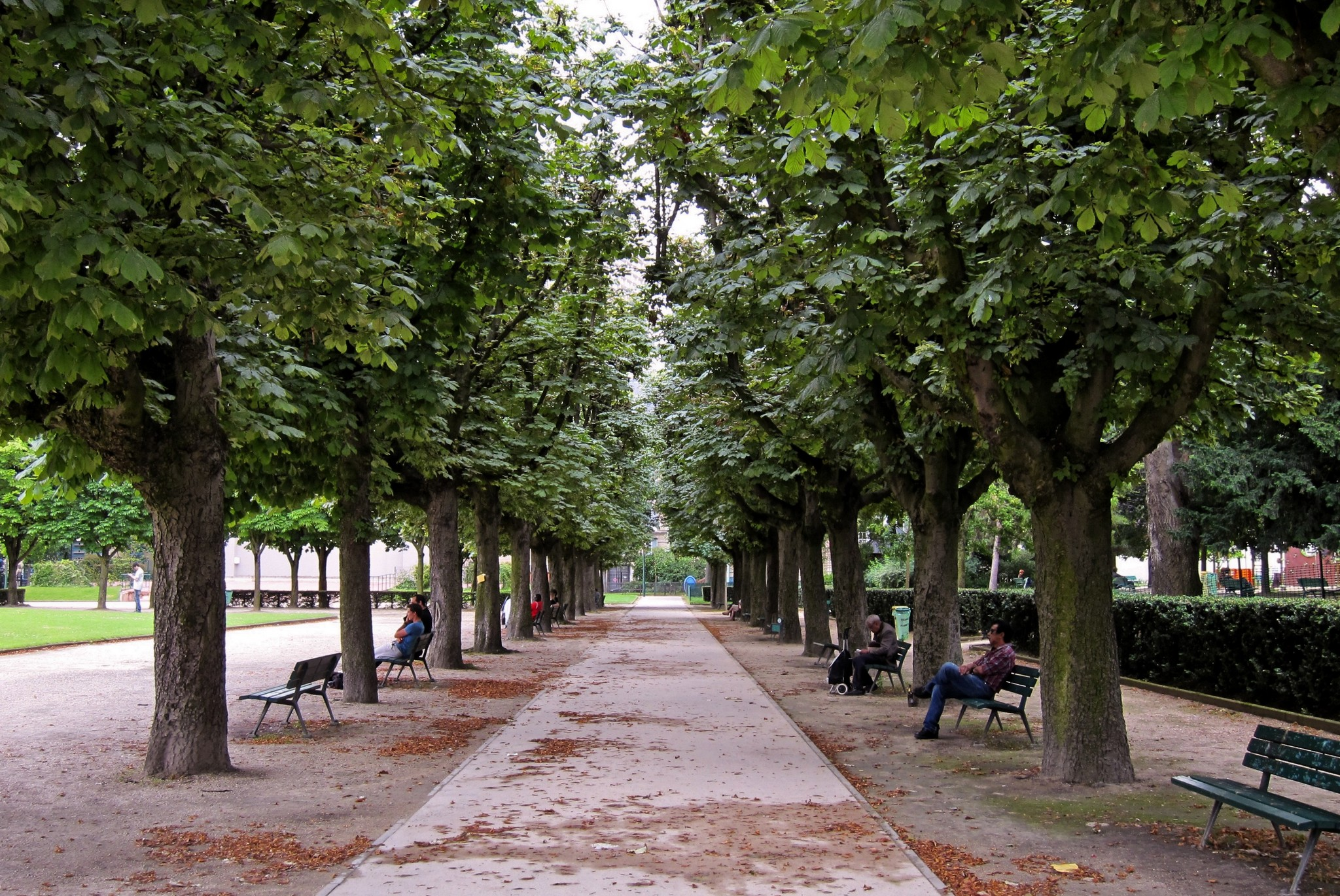
舒瓦西公园

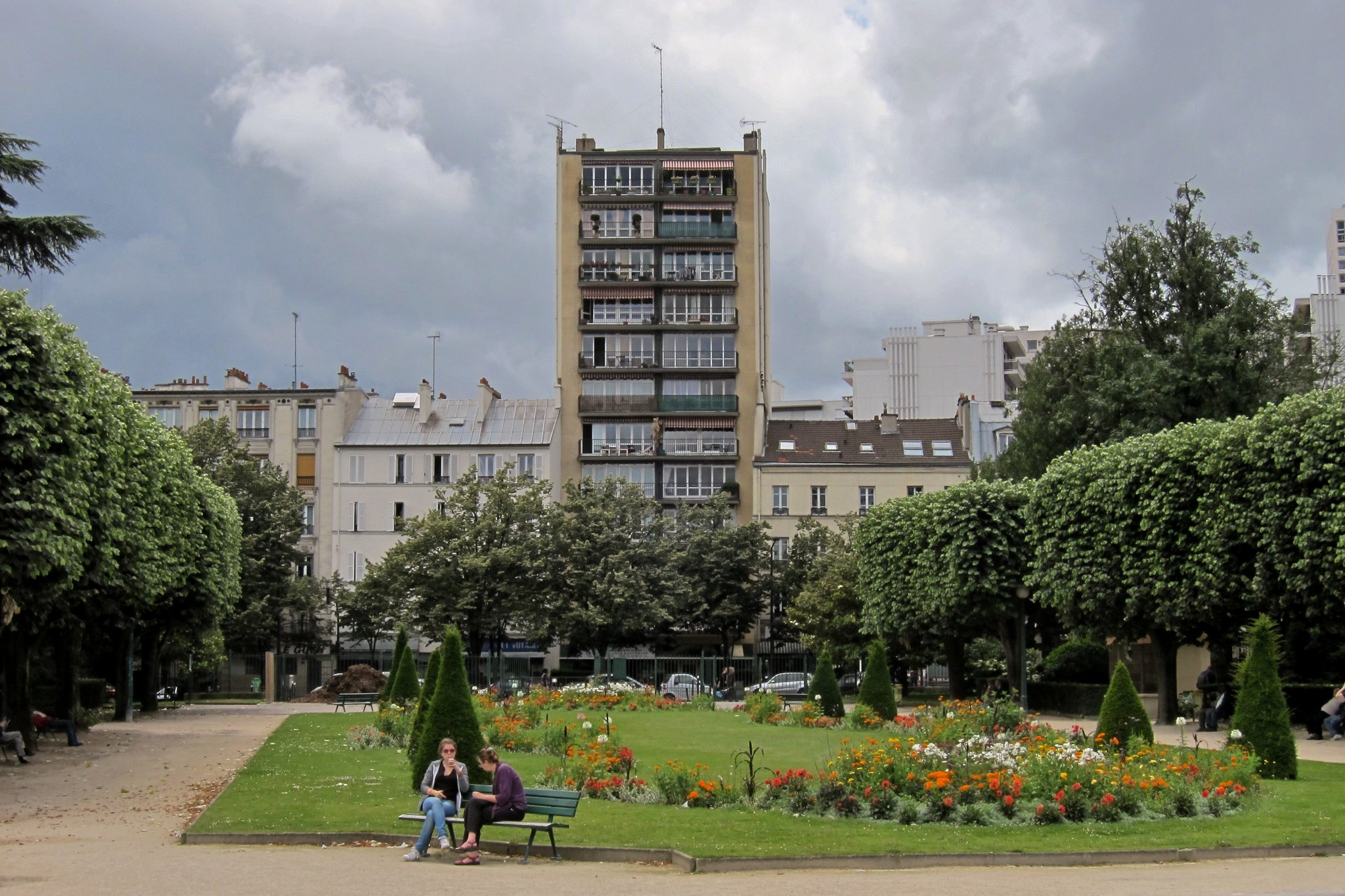
舒瓦西公园

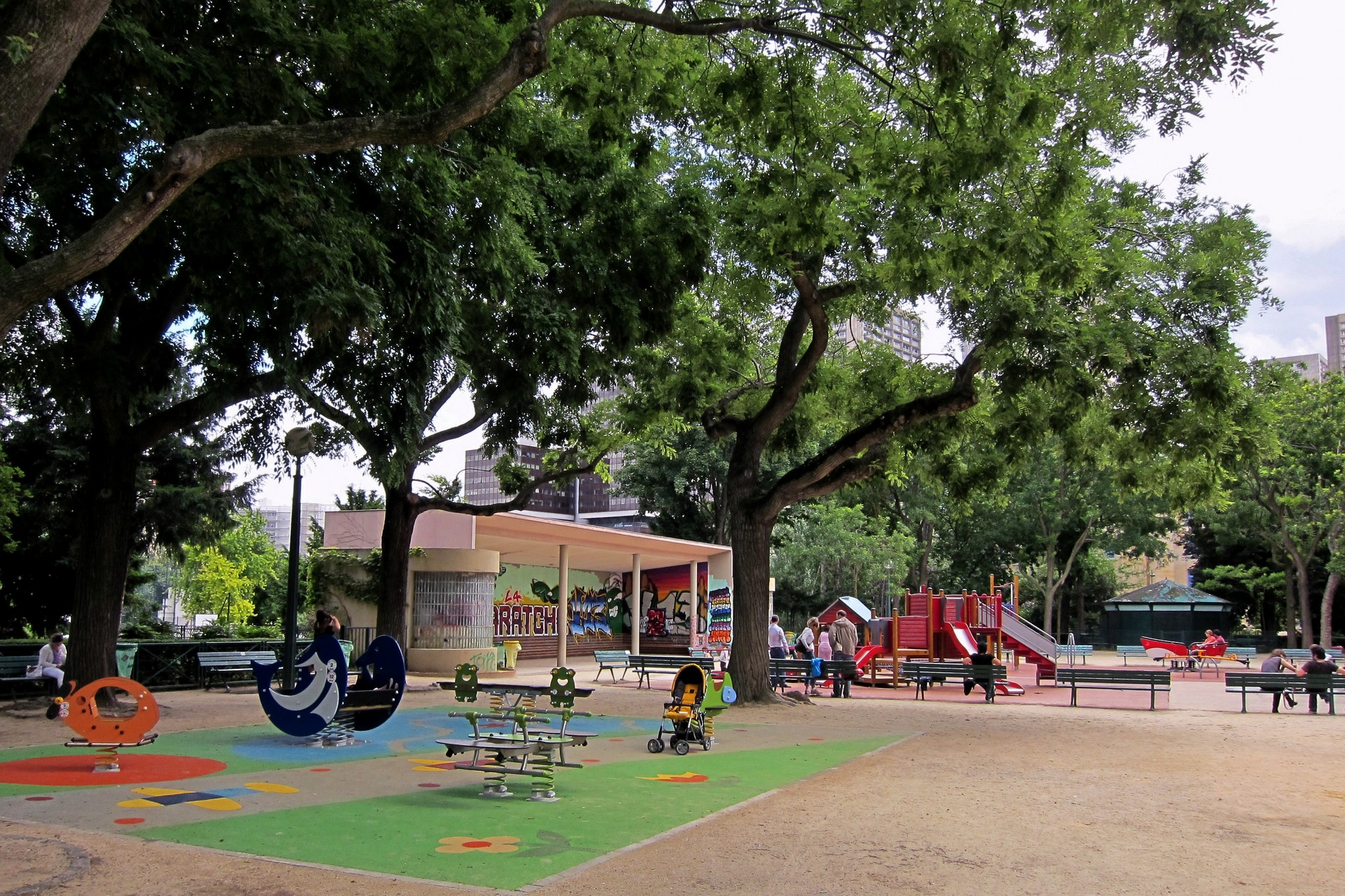